# Úszor

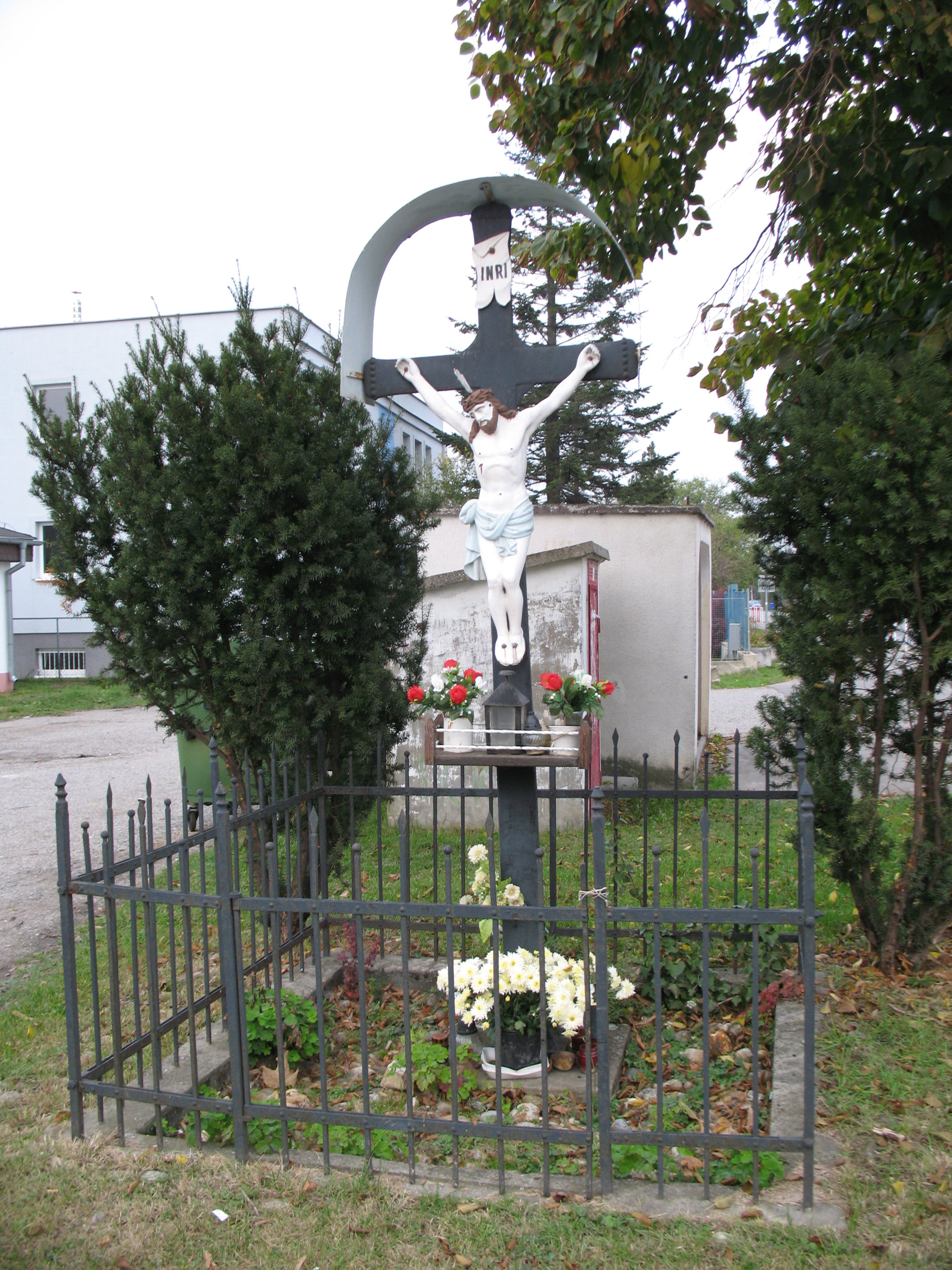
Korpusz

Úszor (szlovákul Kvetoslavov, korábban Úzor, németül Austern) község Szlovákiában, a Nagyszombati kerületben, a Dunaszerdahelyi járásban.

## Fekvése
Somorjától 4 km-re északkeletre fekszik.

## Története
A települést 1230-ban "Vzor" néven említik először. 1282-ben "Vzur", 1290-ben "Wozor", 1294-ben "Zor", 1808-ban "Uszor" alakban szerepel a korabeli forrásokban. Egykori templomát már 1390-ben említik, ma a községnek csak egy kápolnája van. Több nemesi család birtoka volt. A 16. században a Farkas, a 17. században a Forgách, a 18. században a Bittó és Naszvady, a 19. században a Pongrácz család birtoka volt. 1553-ban 7 és fél portával adózott. 1715-ben 6 adózója volt. 1828-ban 28 házában 221 lakos élt, akik főként mezőgazdasággal foglalkoztak.
Fényes Elek szerint "Uszor, (Ausztern), Poson m. magyar falu, ut. p. Somorjához 1/4 órányira: 159 kath., 9 evang. lak., egynehány urasági lakházakkal. Szántóföldei középtermékenységüek; rétje, erdeje nincs. F. u. a Naszvady, Udvarnoky örökösök, u. m. Bittó, Petőcz, Sárkány, s m. t."
Pozsony vármegye monográfiája szerint "Uszor, magyar kisközség a Csallóközben, róm. kath. vallású lakosokkal, kiknek száma 279, a házainak száma meg 37. Szintén régi község, mely 1282-ben a pozsonyi káptalan egyik oklevelében Uzur néven van említve. Öt évvel később Uzor Benedek fia Pál, pozsonyi kanonok, itteni birtokrészét a pozsonyi Szent Salvator-egyháznak adományozza. 1339-ben Uzori Döme ispán nevében is említve találjuk, 1380-ban pedig Benedictus de Uzor királyi ember nevében. A XVI. század első felében Zalay János és besei Farkas Ignácznak birtoka. A XVI. század közepéről való összeírásban csak Farkas Ignácz adózik itt 7 1/2 portája. 1647-ben Forgách Jánosné, 1787-ben a Bittó és a Naszvady családok birták. Később németeket telepítettek ide és ekkor Austern német nevével is találkozunk; de ismét visszamagyarosodott és a mult század elején a Naszvady és az Udvarnoky örökösök, u. m. a Bittó, Petőcz és a Sárkány családok voltak a nemesi birtokosai. Ide tartozik Fakó puszta is, mely már az Olgyaiaknak 1355-iki egyezséglevelében szerepel. Később az Esterházyak lettek az urai. A községben ma Pongrácz Frigyesné grófnőnek van nagyobb birtoka. A lakosok gazdakört tartanak fenn. A községben csak kápolna van, mely 1883-ban épült, holott egyháza már 1390-ben említve van és a Pázmány-féle jegyzékben is a régiek között szerepel. A határban ásás közben nagyon sok csontvázat találnak, melyek tömegesen fordulnak elő. A lakosok azt hiszik, hogy valamely harczban elesettek maradványai. Erre azonban történeti adatok nincsenek. A község postája Somorja, távírója és vasúti állomása Somorja-Uszor."
A trianoni békeszerződésig Pozsony vármegye Somorjai járásához tartozott. 1938 és 1945 között újra Magyarországhoz tartozott. A háború után magyar lakosságának nagy részét kitelepítették, helyükre magyarországi szlovákok költöztek. 1948-ig Úzor volt a szlovák hivatalos neve.

## Népessége
| Év:            | 1994. | 2004.    | 2014.    | 2024.    |
| -------------- | ----- | -------- | -------- | -------- |
| Emberek száma: | 748   | 858      | 1104     | 2110     |
| Eltérés:       |       | +14,70 % | +28,67 % | +91,12 % |

| Év:            | 2023. | 2024.   |
| -------------- | ----- | ------- |
| Emberek száma: | 2001  | 2110    |
| Eltérés:       |       | +5,44 % |

1880-ban 217 lakosából 198 magyar és 3 szlovák anyanyelvű volt.
1890-ben 232 lakosából 215 magyar és 5 szlovák anyanyelvű volt.
1900-ban 279 lakosából 276 magyar és 1 szlovák anyanyelvű volt.
1910-ben 262 lakosa mind magyar anyanyelvű volt.
1921-ben 326 lakosából 315 magyar és 2 szlovák volt.
1930-ban 450 lakosából 296 magyar és 148 szlovák volt.
1941-ben 377 lakosából 367 magyar és 2 szlovák volt.
1991-ben 777 lakosából 412 magyar és 320 szlovák volt.
2001-ben 822 lakosából 383 szlovák, 378 magyar és 34 cseh volt.
2011-ben 949 lakosából 576 szlovák és 310 magyar volt.
2021-ben 1744 lakosából 1379 (+29) szlovák, 265 (+26) magyar, (+3) cigány, 1 (+7) ruszin, 56 (+5) egyéb és 43 ismeretlen nemzetiségű volt.

## Nevezetességei
- Kápolnája 1883-ban épült neogótikus stílusban.

## Gazdasága
A szocializmus évtizedeiben az egykori Csehszlovákia egyik jelentős növénynemesítő állomása működött a községben. Az állami vállalatot 1995 decemberében privatizálták, aminek következtében gazdasági eredményei az 1990-es évek végére jelentősen leromlottak.

## Külső hivatkozások
- E-obce.sk Archiválva 2008. február 7-i dátummal a Wayback Machine-ben
- Községinfó
- Úszor Szlovákia térképén